# Capitale europea della cultura
La capitale europea della cultura è una città designata dall'Unione europea, che per il periodo di un anno ha la possibilità di mettere in mostra la sua vita e il suo sviluppo culturale. Diverse città europee hanno sfruttato questo periodo per ravvivare il proprio panorama culturale e, facendo ciò, rilanciare la loro visibilità internazionale. Bad Ischl, Tartu e Bodø sono le tre città detentrici del titolo per l'anno 2024. All'inizio del 2025 due città hanno assunto il titolo di Capitale europea della cultura: Chemnitz e Nova Gorica-Gorizia.

## Storia

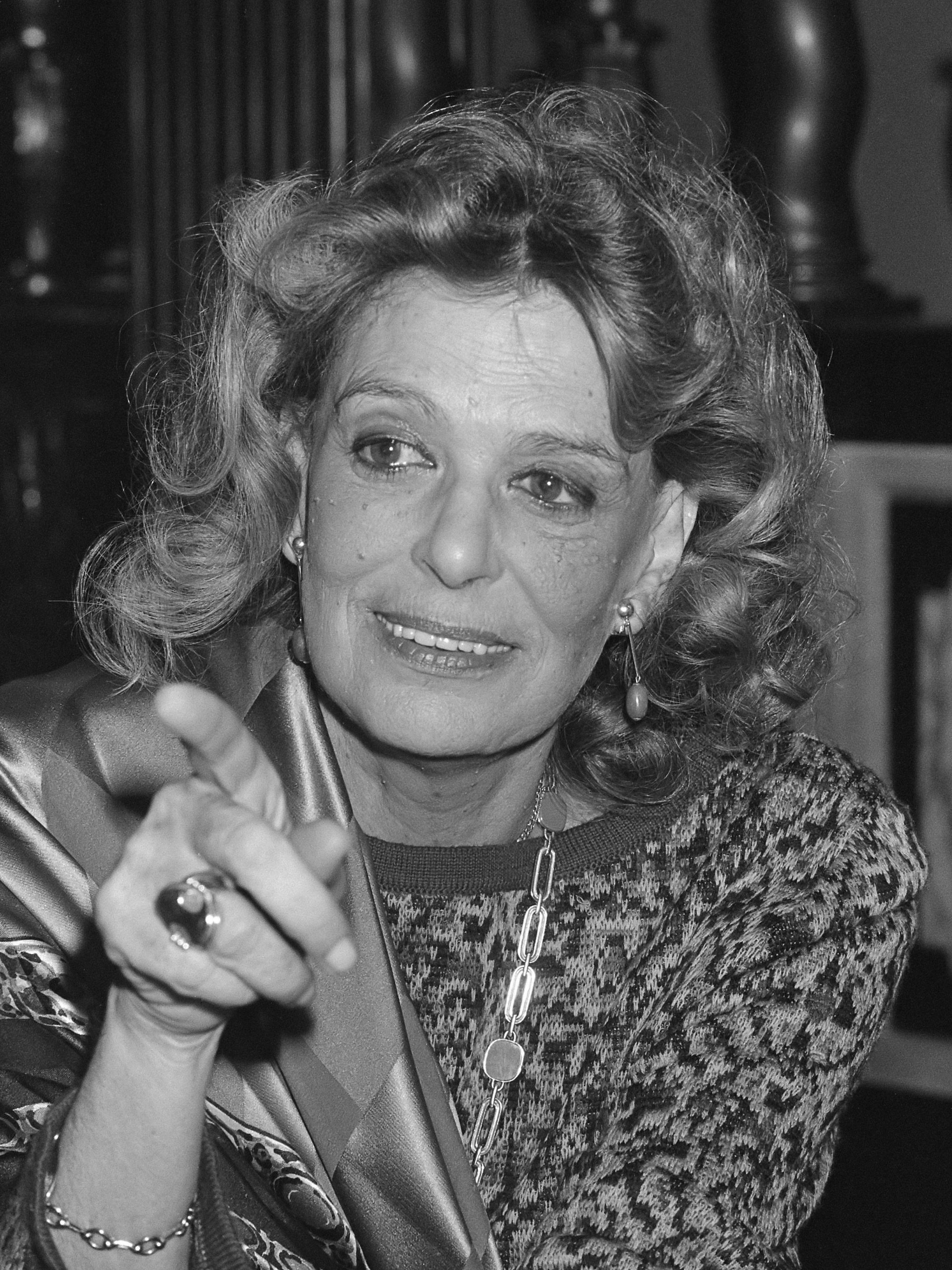
Melina Merkouri nel 1985

Concepito come un mezzo per avvicinare i vari cittadini europei, l'iniziativa "città europea della cultura" venne lanciata il 13 giugno 1985 dal Consiglio dei ministri su iniziativa di Melina Merkouri, che ricopriva l'incarico di Ministra della Cultura nel governo greco. Non a caso la prima città europea della cultura fu proprio Atene, nel 1985. Da allora l'iniziativa ha avuto sempre più successo e un crescente impatto culturale e socioeconomico per i numerosi visitatori che ha attratto nelle città scelte.
Le città europee della cultura sono state designate su basi intergovernative fino al 2004; gli Stati membri selezionavano unanimemente le città più adatte a ospitare l'evento e la Commissione europea garantiva un sussidio per le città selezionate ogni anno. Dal 2005, le istituzioni europee hanno preso parte alla procedura di selezione delle città che ospiteranno l'evento.
Nel 1990 i ministri della cultura lanciarono il "mese culturale europeo". Questo evento è simile alla città della cultura europea ma dura per un periodo inferiore di tempo ed è indirizzato in particolare alle nazioni dell'Europa centrale e orientale. Anche per questo evento sono previste sovvenzioni da parte della Commissione.
Nel 1991 gli organizzatori delle differenti città europee della cultura crearono una rete che permettesse lo scambio e la diffusione delle informazioni, anche per gli organizzatori degli eventi futuri. Questa rete portò avanti fino al 1994 uno studio sull'impatto della città europea della cultura dalla sua creazione.
Le varie città hanno cercato di valutare le proprie esperienze in modi diversi; non è facile tracciare valutazioni a lungo termine delle esperienze delle città in tutti gli aspetti.
Nel 1999 la "città europea della cultura" è stata ribattezzata "capitale europea della cultura" ed è ora finanziata attraverso il programma cultura 2000. Il Parlamento europeo e la decisione del Consiglio del 25 maggio 1999 integrano questo evento nel quadro comunitario e introducono una nuova procedura di selezione per le capitali del periodo 2005-2019. Questo venne fatto per evitare la feroce competizione per vincere il riconoscimento; ogni membro dell'UE avrà l'opportunità di ospitare a turno la capitale.
Con la Decisione 1622/2006/CE, l'azione comunitaria a favore della manifestazione «Capitale europea della cultura» per gli anni dal 2007 al 2019 è stata aggiornata quanto alle modalità e alle procedure.
Nella stessa decisione di fine 2006, il Parlamento europeo e il Consiglio dell'Unione europea pubblicarono l'ordine di presentazione delle designazioni a «Capitale europea della cultura»: fu stabilito che all'Italia sarebbe toccato nel 2019, insieme con la Bulgaria.

## Cronologia

### Città europee della cultura
- 1985  Atene
- 1986  Firenze
- 1987  Amsterdam
- 1988  Berlino
- 1989  Parigi
- 1990  Glasgow
- 1991  Dublino
- 1992  Madrid
- 1993  Anversa
- 1994  Lisbona
- 1995  Lussemburgo
- 1996  Copenaghen
- 1997  Salonicco
- 1998  Stoccolma
- 1999  Weimar

### Capitali europee della cultura
- 2000  Reykjavík,  Bergen,  Helsinki,  Bruxelles,  Praga,  Cracovia,  Santiago di Compostela,  Avignone,  Bologna
- 2001  Rotterdam,  Porto
- 2002  Bruges,  Salamanca
- 2003  Graz[2]
- 2004  Genova[3],  Lilla[4]
- 2005  Cork[5]
- 2006  Patrasso[6]
- 2007  Lussemburgo[7],  Sibiu[8]
- 2008  Liverpool[9],  Stavanger[10]
- 2009  Linz[11],  Vilnius[12]
- 2010  Essen[13],  Pécs[14],  Istanbul[15]
- 2011  Turku[16],  Tallinn[17]
- 2012  Guimarães,  Maribor
- 2013  Marsiglia,  Košice
- 2014  Umeå,  Riga
- 2015  Mons,  Plzeň
- 2016  San Sebastián[18],  Breslavia
- 2017  Aarhus,  Pafo
- 2018  Leeuwarden[19],  La Valletta
- 2019  Matera,  Plovdiv
- 2020  Fiume,  Galway[20][21]
- 2021 Nessuna[22]
- 2022  Kaunas,  Esch-sur-Alzette[23],  Novi Sad[24]
- 2023  Veszprém[25],  Timișoara[26],  Eleusi[27]
- 2024  Bad Ischl (Salzkammergut)[28],  Tartu[29],  Bodø[30]
- 2025  Chemnitz[31],  Nova Gorica con  Gorizia[32][33][34]

#### Designate
- 2026  Oulu[35],  Trenčín[36]
- 2027  Liepāja[37],  Évora[38]
- 2028  České Budějovice[39],  Bourges[40][41],  Skopje[42]
- 2029  Lublino[43],

#### Successione
Per gli anni successivi è già stato stabilito l'ordine di successione degli Stati ospiti, ma non ancora le singole città:
- 2030  Cipro,  Belgio, uno Stato candidato o potenziale candidato
- 2031  Malta,  Spagna
- 2032  Bulgaria,  Danimarca
- 2033  Paesi Bassi,  Italia, uno Stato candidato o potenziale candidato

### Mesi culturali europei
- 1992  Cracovia
- 1993  Graz
- 1994  Budapest
- 1995  Nicosia
- 1996  San Pietroburgo
- 1997  Lubiana
- 1998  Linz,  La Valletta
- 1999  Plovdiv
- 2000
- 2001  Basilea,  Riga
- 2002
- 2003  San Pietroburgo
- 2004

## Paesi per numero di comuni designati città o capitali europee della cultura
| Paese              | Numero città | Città ospitanti                                          |
| ------------------ | ------------ | -------------------------------------------------------- |
| Francia            | 5            | Avignone, Bourges, Lilla, Marsiglia, Parigi              |
| Belgio             | 4            | Anversa, Bruges, Bruxelles, Mons                         |
| Germania           | 4            | Berlino, Essen, Weimar, Chemnitz                         |
| Grecia             | 4            | Atene, Eleusi, Patrasso, Salonicco                       |
| Italia             | 4            | Bologna, Firenze, Genova, Matera                         |
| Portogallo         | 4            | Évora, Guimarães, Lisbona, Porto                         |
| Spagna             | 4            | Madrid, Salamanca, San Sebastián, Santiago di Compostela |
| Austria            | 3            | Graz, Linz, Bad Ischl                                    |
| Finlandia          | 3            | Helsinki, Oulu, Turku                                    |
| Irlanda            | 3            | Cork, Dublino, Galway                                    |
| Lussemburgo        | 3            | Esch-sur-Alzette, Lussemburgo (X 2)                      |
| Norvegia           | 3            | Bergen, Stavanger, Bodø                                  |
| Paesi Bassi        | 3            | Amsterdam, Leeuwarden, Rotterdam                         |
| Polonia            | 3            | Breslavia, Cracovia, Lublino                             |
| Rep. Ceca          | 3            | České Budějovice, Plzeň, Praga                           |
| Danimarca          | 2            | Aarhus, Copenaghen                                       |
| Estonia            | 2            | Tallinn, Tartu                                           |
| Lettonia           | 2            | Liepāja, Riga                                            |
| Lituania           | 2            | Kaunas, Vilnius                                          |
| Regno Unito        | 2            | Glasgow, Liverpool                                       |
| Romania            | 2            | Sibiu, Timișoara                                         |
| Slovacchia         | 2            | Košice, Trenčín                                          |
| Slovenia           | 2            | Maribor, Nova Gorica                                     |
| Svezia             | 2            | Stoccolma, Umeå                                          |
| Ungheria           | 2            | Pécs, Veszprém                                           |
| Bulgaria           | 1            | Plovdiv                                                  |
| Cipro              | 1            | Pafo                                                     |
| Croazia            | 1            | Fiume                                                    |
| Islanda            | 1            | Reykjavík                                                |
| Macedonia del Nord | 1            | Skopje                                                   |
| Malta              | 1            | La Valletta                                              |
| Serbia             | 1            | Novi Sad                                                 |
| Turchia            | 1            | Istanbul                                                 |